# 太陽雨

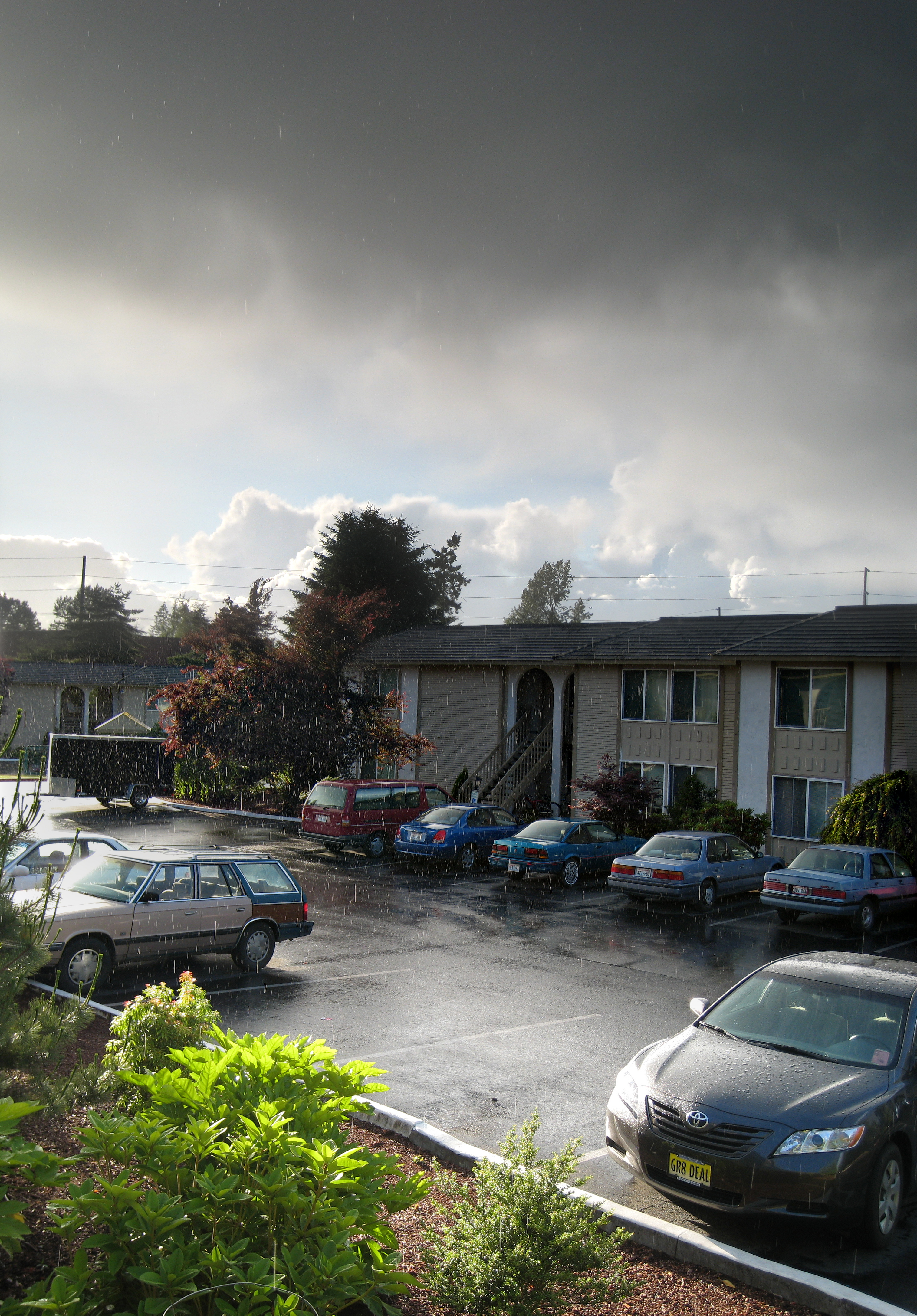
在停車場出現的太陽雨

太陽雨（英語：sun shower、sunshower）又稱作過雲雨，是一種在晴天或有陽光普照時發生下雨的天氣現象。如果太陽在一個低的角度，太陽雨往往會導致彩虹的出現。英語sunshower一詞雖然在美國、加拿大、澳大利亞、新西蘭、愛爾蘭和英國使用，但很少收錄在字典中。此外，該現象的在世界各地的文化有非常相似俗名，他們共同點是都類似像聰明的動物結婚（如：在日本又稱狐狸娶親）或與惡魔相關的，雖然這個主題存在許多的部分差異。

## 成因
有的太阳雨是因为远方的乌云产生雨，被强风吹到另一地落下；有的是因为高空中两块带有不同电荷的云在太阳风的作用下相互碰撞，造成局部地区空中水氣含量过大形成的，又由于太阳辐射而使水汽蒸发的较快；有的是天气突然转变，开始降雨，从高空降下的雨还没落地，云就已经消失了，所以天气看起来虽然晴朗，却下起雨来了。